# فرانك كالفر
فرانك كالفر (بالإنجليزية: Frank Culver)‏ هو لاعب كرة قدم أمريكية أمريكي، ولد في 24 أبريل 1897 في توليدو في الولايات المتحدة، وتوفي في 13 يناير 1969 في يونكيرس في الولايات المتحدة.

## وصلات خارجية
- فرانك كالفر على موقع مرجع كرة القدم المحترفة.كوم (الإنجليزية)